# Comté de Teton (Montana)
Pour les articles homonymes, voir Comté de Teton.
Le comté de Teton est un des 56 comtés de l’État du Montana, aux États-Unis. En 2010, sa population était de 6 073 habitants. Son siège est Choteau.

## Géolocalisation
|                         | Comté de Pondera |                   |
| Comté de Flathead       | Comté de Teton   | Comté de Chouteau |
| Comté de Lewis et Clark |                  | Comté de Cascade  |

## Principales villes
- Choteau
- Dutton
- Fairfield